# Torre de Carerac
La Torre de Carerac és una masia de Caldes de Montbui (Vallès Oriental) inclosa a l'Inventari del Patrimoni Arquitectònic de Catalunya.

## Descripció
És una masia de grans dimensions que consta de planta baixa, un pis i golfes. Actualment no es conserva la teulada però l'antiga era a doble vessant amb el carener perpendicular a la façana principal. Aquesta té a la planta baixa dues portes d'arc de mig punt adovellat, una al centre i l'altre a la dreta de proporcions lleugerament més petites i amb les dovelles d'un color més rogenc que la resta de la façana. al primer pis s'obren tres finestres allindades i a les golfes una finestra al centre també allindanada. A la part dreta de la façana hi ha annexat una torre de defensa; al nivell inferior no s'obre cap obertura i al segon i tercer nivell hi ha una finestra d'arc apuntat a tres de les cares. La torre acaba amb uns merlets i una coberta plana transitable.

## Història
El topònim Carerac, o Cararac, es pot situar entorn de l'any 1000: "locum que dicunt Karesago", "terminio de Caresago" (993); "Charesag" (1040); "Carerag" (1067). "Manso de Carera" (1211) i "Mas Carerach) (rarament Carrerach) o "Mas Cararach", o simplement "Carerac" (segles XVII, xviii i xix). Amb el segle xii, el topònim apareix com a nom de llinatge o locatiu: Arnal de Caresag (1192).
Un document del 1560 al·ludeix al "Mas Carerac alias Bou"; Bou és el nom de la família aleshores instal·lada al mas. (En concret es pot relacionar l'esmentat document amb el propietari Joan Bou, mercader, ciutadà de Barcelona). Més endavant, al 1853, hi ha menció de la Casa o Torre Sans, aplicada a Carerac, pel canvi, també, de propietaris. La Vall de Carerac segueix el Torrent d'Aiguafreda. Una torre, de planta rectangular, i amb merlets i petites obertures, imprimeix el caient de la defensa, amb carreus i filades regulars.